# Joachim Jerlicz
Joachim Jerlicz herbu własnego (ur. 19 maja 1598 w Kolonce (Kolence) pod Ostrogiem, zm. po kwietniu 1673) – kronikarz i pamiętnikarz.

## Życiorys
Prawosławny ruski szlachcic, piszący po polsku. Był autorem obszernego pamiętnika Latopisiec albo kroniczka różnych spraw i dziejów dawnych i teraźniejszych czasów, z wieku i życia mego na tym padole, obejmującego lata wojen szwedzkich, potopu szwedzkiego i powstania Chmielnickiego. Kronika Jerlicza  obejmuje najważniejsze wydarzenia lat 1620-1673 XVII-wiecznej Rzeczypospolitej, wzbogacone opisami i odniesieniami autora, a także mniej lub bardziej prawdopodobnymi plotkami.

## Prace
- Latopisiec albo Kroniczka Joachima Jerlicza (1853) tom 1 tom 2 wydał Kazimierz Władysław Wóycicki
- Joachim Jerlicz i latopisiec jego od roku 1620 do 1673